# Sewerouralsk
Sewerouralsk (russisch Североура́льск) ist eine Stadt in der Oblast Swerdlowsk in Russland mit 29.263 Einwohnern (Stand 14. Oktober 2010).

## Geographie

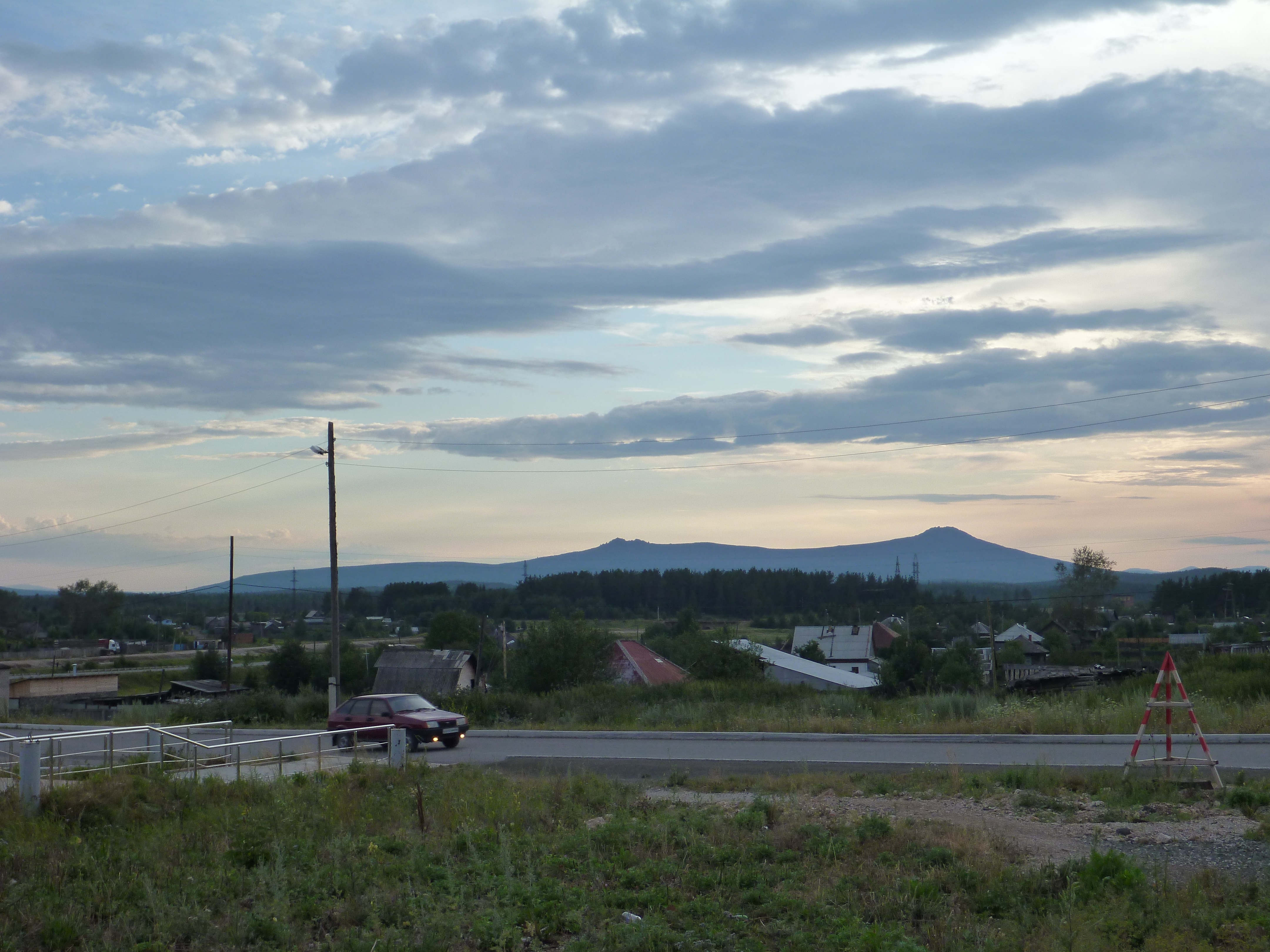
Berge Kumba und Solotoi Kamen

Die Stadt liegt am Ostrand des Ural ca. 45 Kilometer südlich der Ural-Bergkette und 450 km nördlich der Gebietshauptstadt Jekaterinburg am Fluss Wagran, einem rechten Nebenfluss der Soswa. Nachbarstädte sind Iwdel im Norden (80 Kilometer) und Woltschansk im Süden (32 Kilometer).
Im Westen der Stadt liegt die Siedlung Pokrowsk-Uralski (9 Kilometer), noch weiter westlich das Dorf Bajanowka, welches Ausgangspunkt für den Aufstieg auf die 20 Kilometer von Sewerouralsk entfernten Berge Kumba und Solotoi Kamen ist. Beide Berge sind gut aus der Umgebung sichtbar; sie sind Visitenkarten der Stadt und beliebte Ausflugsziele.
Der Hauptkamm des Ural mit dem höchsten Berg dieses Abschnittes, Deneschkin Kamen (1492 m) verläuft acht Kilometer nordwestlich der Geistersiedlung Solwa (32 Kilometer westlich von Wsewolodo-Blagodatskoje).
Das Klima ist kontinental.
Zur Stadt gehören administrativ weitere acht Siedlungen mit insgesamt 19.065 Einwohnern (darunter mehrere, die bis 2009 den Status Siedlungen städtischen Typs besaßen): Treti Sewerny, Kalja, Tscherjomuchowo, Soswa und Wsewolodo-Blagodatskoje im Norden, Pokrowsk-Uralski und Bajanowka im Westen und Boksity, heute eine Geisterstadt, im Süden; die Gesamteinwohnerzahl des Stadtkreises beträgt somit 50.536 (Berechnung 2009).

## Geschichte

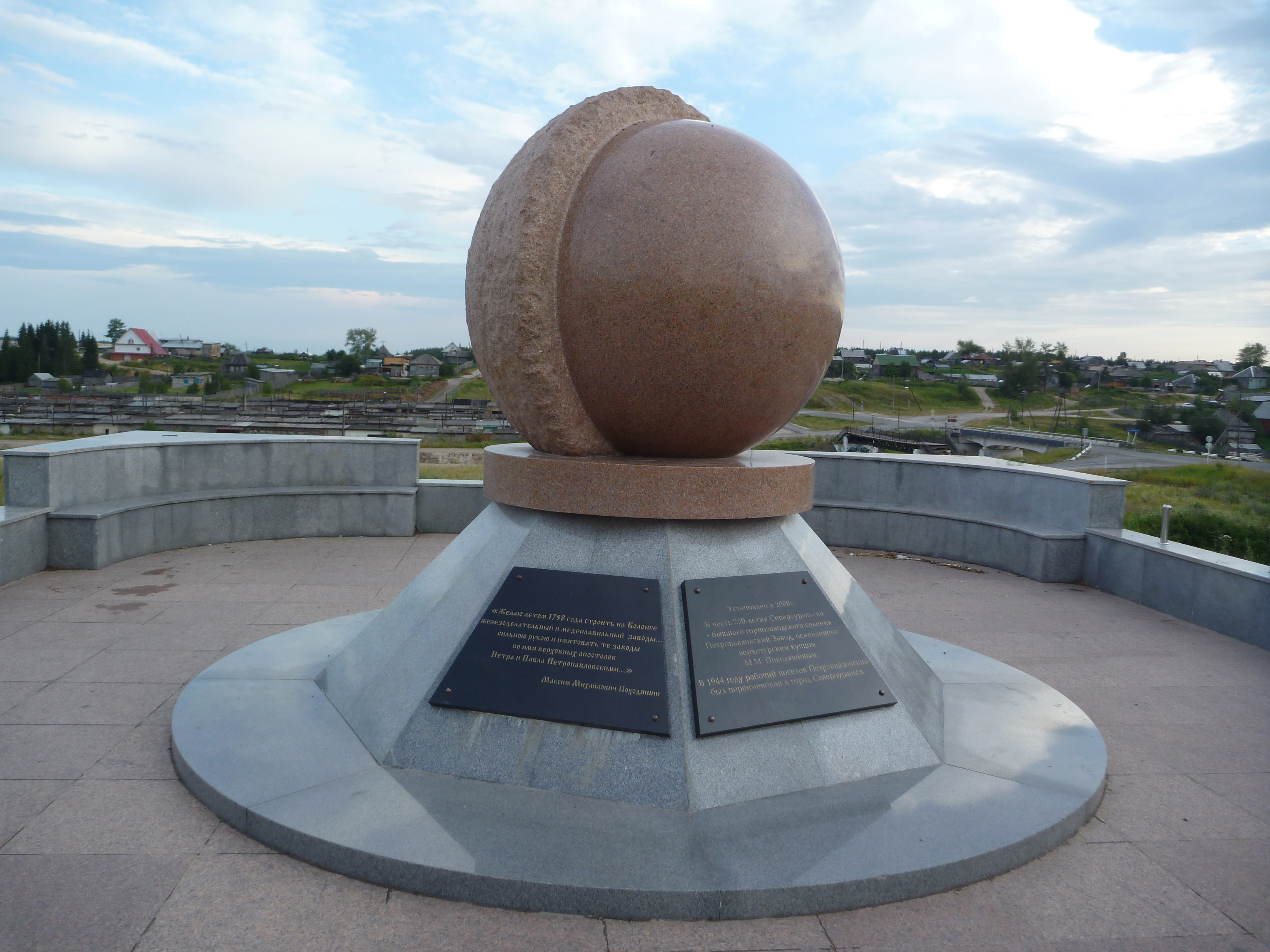
Monument zu Ehren der Gründung von Sewerouralsk

Bis in das 17. Jahrhundert war das Gebiet um die heutige Stadt nur dünn von Mansen besiedelt. Eine erste erwähnte Siedlung im Gebiet des heutigen Sewerouralsk entstand 1758, als Maxim Pochodjaschin hier ein Eisenwerk mit Namen Petropawlowski Sawod (Петропавловский Завод, Peter-Pauls-Werk) errichten ließ. Die Produktion begann 1760, ab 1764 wurde dann vor allem Kupfer geschmolzen. 1791 verkauften Pochodjaschins Erben das Werk, dessen Bedeutung mit dem Aufschwung des Bogoslowsker Werkes (im heutigen Karpinsk) zu sinken begann, an den Staat. 1827 wurde die Produktion wegen Unrentabilität ganz eingestellt.
Im 19. Jahrhundert beschäftigte sich die Bevölkerung nebst Jagd und Fischfang hauptsächlich mit der Goldsuche an umliegenden Flüssen. Mit Produktionsaufnahme des Nadeschdinski-Werkes (Nadeschdinski Sawod, im heutigen Serow) nahm das Gebiet einen neuen wirtschaftlichen Aufschwung.

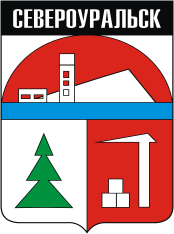
Sowjetisches Stadtwappen von 1979

1931 entdeckte der Geologe Nikolai Karschawin eine große Bauxit-Lagerstätte; an deren Stelle wurde die Eisenbahnstation Krasnaja Schapotschka (russisch für Rotkäppchen, hier bezogen auf die Farbe des Bauxits) errichtet. Am 2. April 1934 wurde das bis heute stadtbildende Unternehmen, die Nordural-Bauxitmine (Северо-Уральский бокситовый рудник (СУБР)/ Sewero-Uralski boksitowy rudnik (SUBR)), gegründet und im selben Jahr mit der Bauxitförderung begonnen. In Folge wurden weitere Bauxitlagerstätten nördlich der ersten Fundstelle entdeckt.
Die neue Siedlung lag nur knapp acht Kilometer nördlich der bereits existierenden und bewohnten Siedlung Petropawlowskoje. Die Siedlungen verschmolzen allmählich und erhielten am 27. November 1944 durch den Beschluss des Obersten Sowjets der UdSSR den heutigen Namen Sewerouralsk und Stadtrecht.

### Einwohnerentwicklung
| Jahr | Einwohner |
| ---- | --------- |
| 1789 | 269       |
| 1897 | 667       |
| 1926 | 822       |
| 1959 | 25.942    |
| 1970 | 29.880    |
| 1979 | 32.536    |
| 1989 | 36.131    |
| 2002 | 34.673    |
| 2010 | 29.263    |

Anmerkung: Volkszählungsdaten

## Verkehr
Sewerouralsk ist an den südlichen Teil der Oblast mit der Hauptstadt Jekaterinburg über eine Eisenbahnlinie und eine Autostraße angebunden. Die Eisenbahnstrecke wurde 1935 in Betrieb genommen und verbindet die Stadt via Karpinsk und Krasnoturjinsk mit Serow. Die Strecke Boksity–Sewerouralsk ist nicht elektrifiziert, weshalb Personenzüge nur bis zur südlich der Stadt gelegenen Station Boksity verkehren. Es verkehrt täglich ein Zug; die Reisedauer bis Jekaterinburg beträgt etwa 12 Stunden. Die Bahnlinie Boksity – Pokrowsk-Uralski wurde vor mehreren Jahren stillgelegt.
Es gibt eine schlecht befahrbare Straße nach Iwdel im Norden (nur mittels Geländewagen oder im Winter bei Schnee).
Nördlich der Stadt bei Kalja liegt der Flughafen von Sewerouralsk, welcher jedoch nur zu Sowjetzeiten ständig in Betrieb war und heute nur noch als Landeplatz für gelegentliche Flüge von Flugzeugen und Hubschraubern dient.

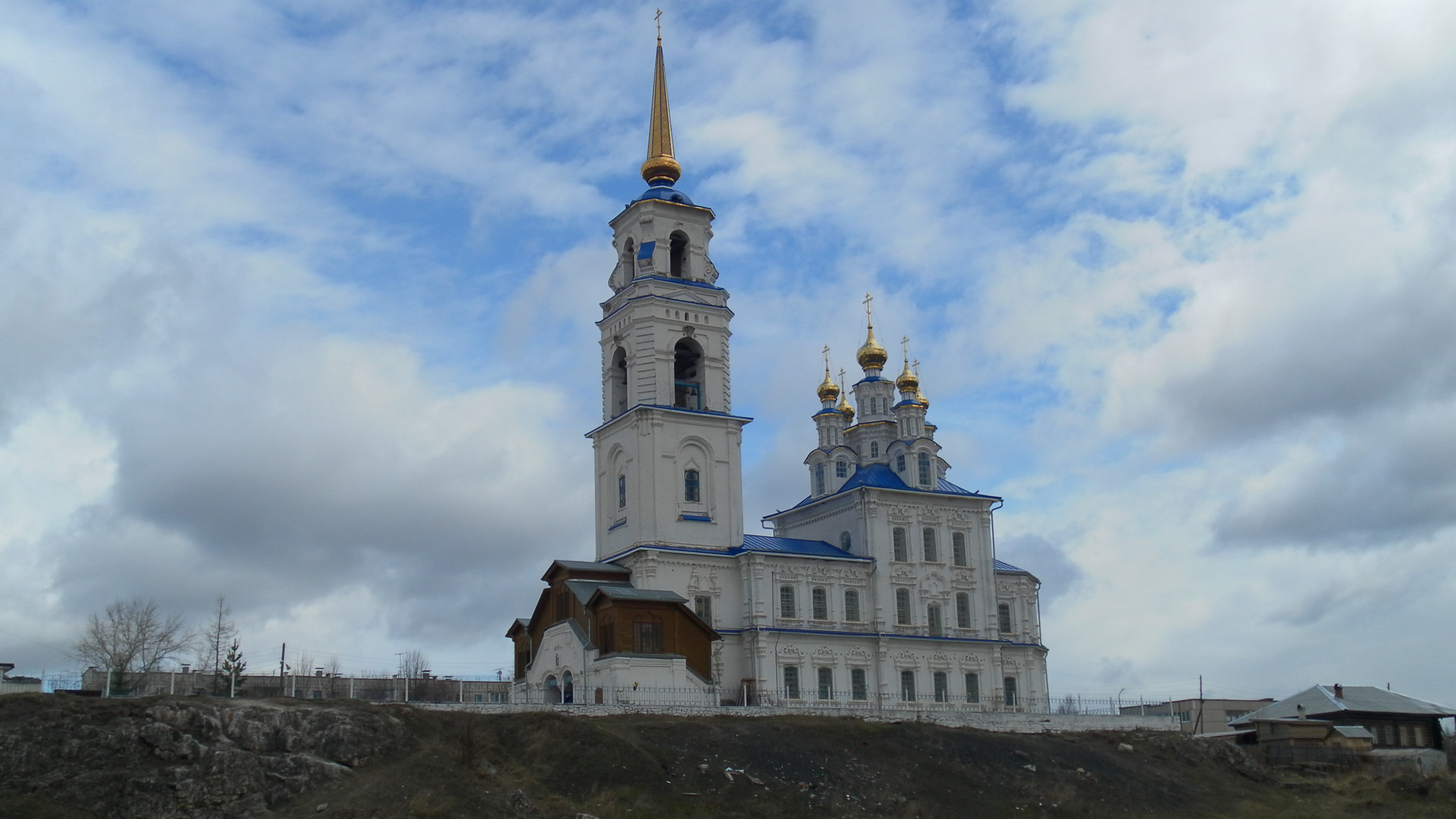
Peter-Pauls-Kirche

## Kultur und Sehenswürdigkeiten
Eine der Sehenswürdigkeiten ist die 1782–98 erbaute Peter-Pauls-Kirche (Петропавловская церковь/ Petropawlowskaja zerkow). In Sewerouralsk gibt es seit 1970 ein Heimatmuseum, in der Siedlung Kalja seit 1972 ein historisches Museum.
Das Naturreservat Deneschkin Kamen wurde ursprünglich 1946 gegründet, zwischenzeitlich aufgelöst und 1991 neu eingerichtet. Es erstreckt sich bis über den Ural-Hauptkamm und umfasst 782 Quadratkilometer wenig berührter Natur. Die Grenze zum Reservat verläuft 40 Kilometer nordwestlich der Stadt bei Wsewolodo-Blagodatskoje.

## Wirtschaft
Die Wirtschaft wird hauptsächlich durch das stadtbildende Unternehmen SUBR mit Hauptsitz in Moskau geprägt. Das Unternehmen befasst sich ausschließlich mit der Förderung von Bauxit. Produktion von Baumaterialien und Holzwirtschaft sind zweitrangig und büßten in letzten Jahren ihre einstige Bedeutung ein.